# Annemarie (Schiff, 1930)
Die Annemarie war ein ehemaliger Frachtmotorsegler mit stählernem Rumpf und drei Masten. Das Schiff wurde 1930 als Jacht-Schoner in Rendsburg gebaut und fuhr bis 1991 als Kümo in Nord- und Ostsee.

## Geschichte

### Anfänge
Der Motorsegler des Typs Ich Verdiene, des ersten deutschen Serien-Küstenschiffstyps, wurde 1930 als Annemarie auf der Schiffswerft Nobiskrug in Rendsburg gebaut. Den Bauauftrag für den Schiffsneubau Nummer 393 erteilte am 16. Januar 1930 Kapitän Julius Penns aus Burg, Dithmarschen. Der Stapellauf fand am 5. Juni 1930 statt. Die Schiffstaufe führte Penns’ neunjährige Tochter Annemarie durch, nach der das Schiff benannt ist. Am 2. Juli 1930 wurde es in Hamburg für Penns registriert und am 12. Juli von der Bauwerft an seinen Eigner übergeben. Erstes Rufzeichen war „RHQB“. Während des Frühjahrs 1935 wurde die Annemarie das erste Mal bei ihrer Bauwerft verlängert.

### Kriegszeit
Am 3. September 1939 wurde die Annemarie erstmals durch die Kriegsmarinedienststelle in Hamburg als Nachschubfahrzeug für die Luftwaffe erfasst und am 25. Oktober an den Eigner zurückgegeben. Die nächste Erfassung folgte am 27. Juli 1940 als Transporter für das Unternehmen Seelöwe. Eingesetzt war das Schiff bei der 280. Flottille in Trouville unter der Bezeichnung H 2835 MK. Die Annemarie wurde zwar noch im selben Jahr wieder an ihren Eigner zurückgegeben, aber schon am 4. Juni 1941 wieder zum Militärdienst erfasst. Eingesetzt wurde sie von der Kriegsmarine wiederum als Transporter, jetzt aber beim Erprobungsverband Ostsee und mit Kapitän und Besatzung. Irgendwann 1942 wurde sie an den Führer der Minensuchverbände Ost abgegeben, wo sie bis Kriegsende als Minenfahrzeug in Kiel gemeldet war.

### Nachkriegszeit

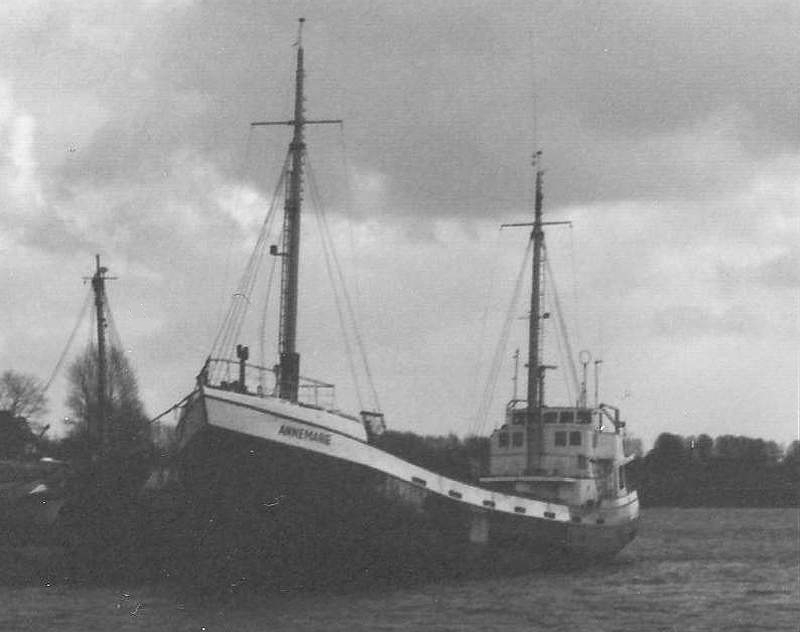
Annemarie im Jahr 1996 an der Pier der Eberhard-Werft, Arnis

Die formale Rückübertragung an den Eigner erfolgte schon am 10. Mai 1945. Am 4. Juni 1948 wurde der Heimathafen nach Kiel verlegt, und im Frühjahr 1953 verlängerte die Nobiskrug-Werft den Motorsegler erneut und baute auch einen leistungsfähigeren Motor ein. Im gleichen Zuge wurde sie um 33 cm erhöht. 1954 übernahm Johannes Thode aus Hamburg das Schiff als Korrespondentreeder. Die Annemarie wurde zwar am 4. September 1963 an Wilfried Kruse veräußert, Johannes Thode blieb aber bis 1987 weiterhin Korrespondentreeder. Erst im August 1991 wurde die Annemarie außer Dienst gestellt und war zum Abbruch vorgesehen, sie wurde jedoch 1992 durch Klaus Schaefer für die Makarenko Schiffahrts GmbH aus Arnis angekauft, um sie bei der ebenfalls in Arnis ansässigen Eberhard-Werft zum Chartersegler umbauen zu lassen. Dort wurde bis 1996 der Rumpf wieder verkürzt und die Aufbauten außer den Masten abgebrochen. Im Mai 2004 wurde die Annemarie nach Sassnitz überführt, um dort von der gemeinnützigen Lohmer Haus Wildfang GmbH eingesetzt zu werden. Sassnitz wurde nun auch neuer Heimathafen. Am 15. August 2008 wurde die Annemarie zur Restaurierung nach Rendsburg überführt und der gemeinnützige Verein Europäische Jugendhanse e.V. als neuer Eigner eingetragen. Die Europäische Jugendhanse e.V. verwendete eine Abbildung der Annemarie als Logo und hatte geplant, den Segler nach seiner Fertigstellung für die erlebnispädagogische Arbeit zu nutzen. Bis Juni 2010 gelang es mit Hilfe einiger Sponsoren, das Ruderhaus wiederherzustellen. Im selben Jahr wurde das Schiff für eine spezielle Feuerwehrübung genutzt. Nachdem die weitere Restaurierung ins Stocken gekommen war, wurde die Annemarie schließlich im August 2018 nach Hamburg geschleppt. Am 1. November 2018 begann der Abbruch des Schiffs durch die Heiko Miersen GmbH in Hamburg-Moorburg.

## Schiffsbeschreibung
Die Annemarie war etwa 40 Meter lang, knapp 7 Meter breit und hatte einen Tiefgang von knapp 3 Metern. Sie war ursprünglich bei einer Tragfähigkeit von 220 Tonnen mit 203 BRT vermessen. Der Rumpf bestand aus genietetem Stahl. Der Motorschoner hatte drei Masten, die Takelung entsprach einem gaffelgetalkelten Schoner. Die Segelfläche betrug 210 Quadratmeter.
Die erste Motorisierung erfolgte beim Bau 1930. Damals besaß der Schoner einen Junkers-Motor mit einer Leistung von 120 PS. Im Jahr 1953 erhielt das Schiff einen Mercedes-Dieselmotor mit einer Leistung von 420 PS.

## Trivia
Im Heimatmuseum Burg ist ein Modell der Annemarie ausgestellt. Es wurde bei seiner Übergabe am 23. März 2005 von Annemarie König (geborene Penns), die bereits 75 Jahre zuvor Taufpatin des Originalschiffs war, symbolisch getauft.